# Station Przezchlebie
Station Przezchlebie is een spoorwegstation in de Poolse plaats Przezchlebie.